# Casal Pinheiro
O Casal Pinheiro é uma localidade da freguesia de Évora de Alcobaça, Município de Alcobaça. Têm 288 habitantes e uma densidade populacional de 86 hab/km². Fica situado a sul de Évora de Alcobaça, tendo por fronteira o rio Baça a norte, Fragosas a sudeste e Areeiro a sudoeste.
Tem uma colectividade de nome "Associação Recreativa e Cultural das Rosas Casal Pinheiro e Fragosas". Tem um rancho folclórico com o mesmo nome nascido nos anos 70, contado já com palmarés internacional.
Obras recentes colocaram à disposicão dos seus habitantes um ring de futebol 5.
Datas significantes: 2.º fim de semana de setembro, datas da festas de verão.

## Fotos da Associação

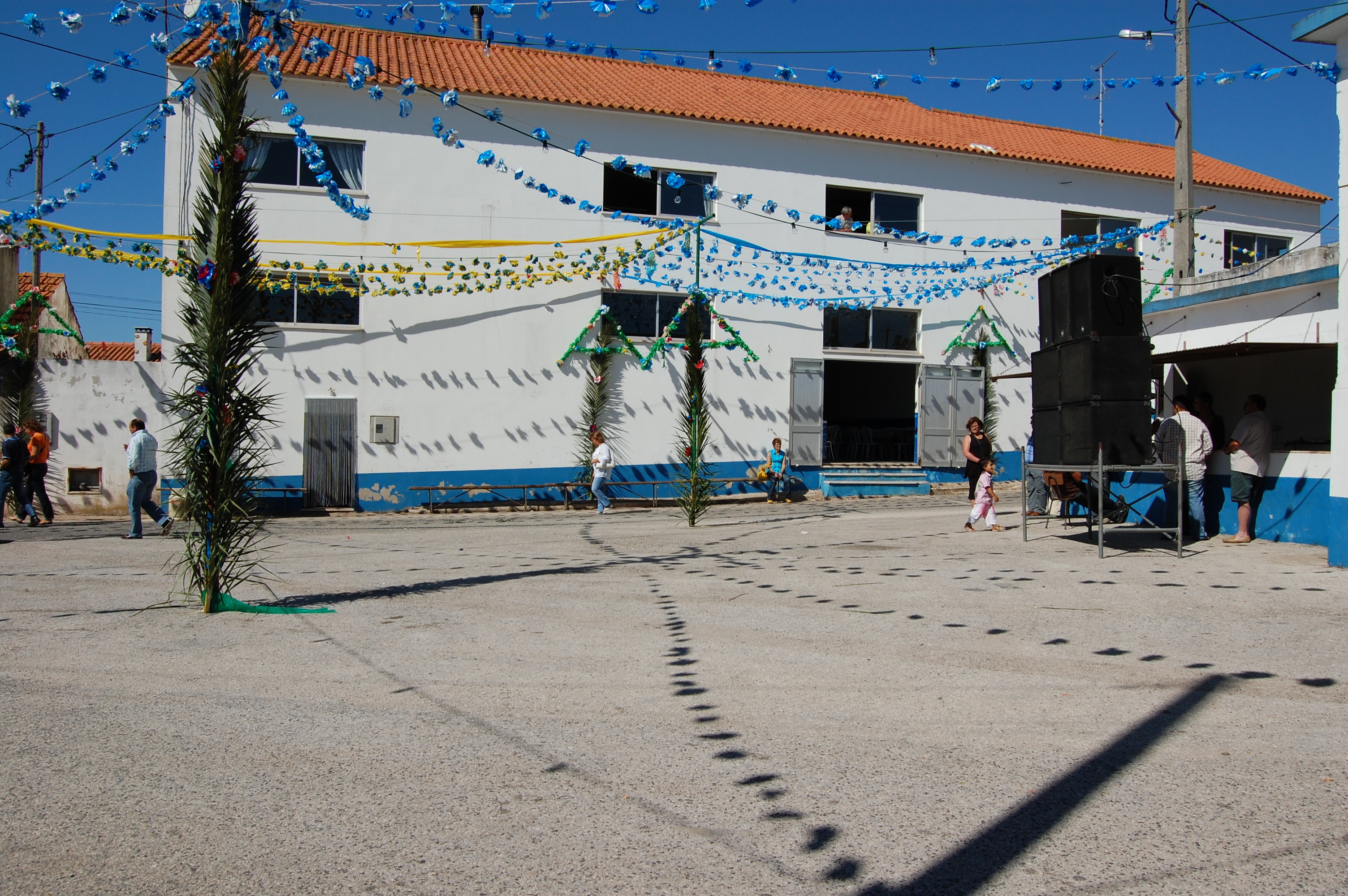
Associação do Casal Pinheiro

## Festa de Verão 2008

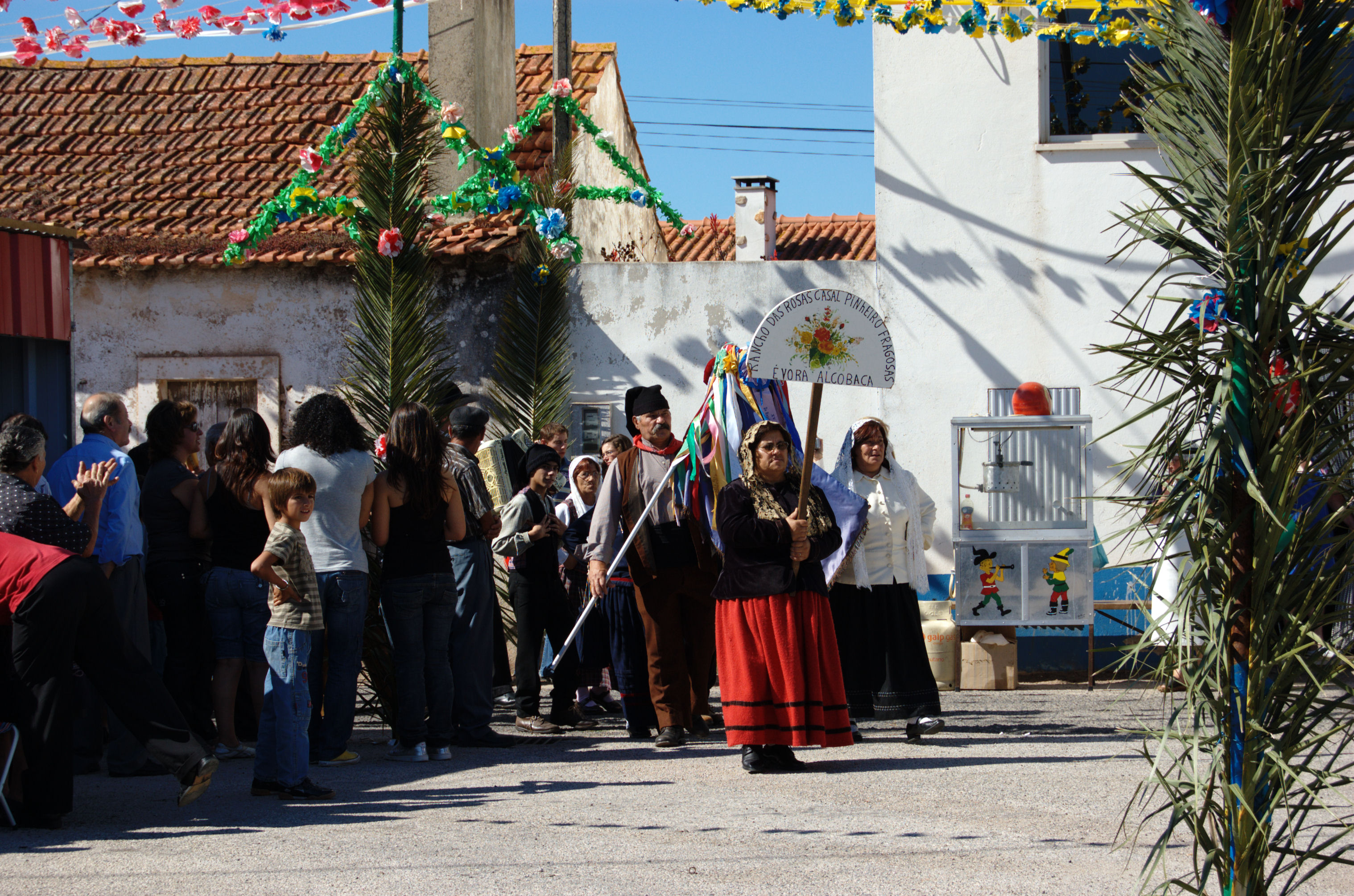
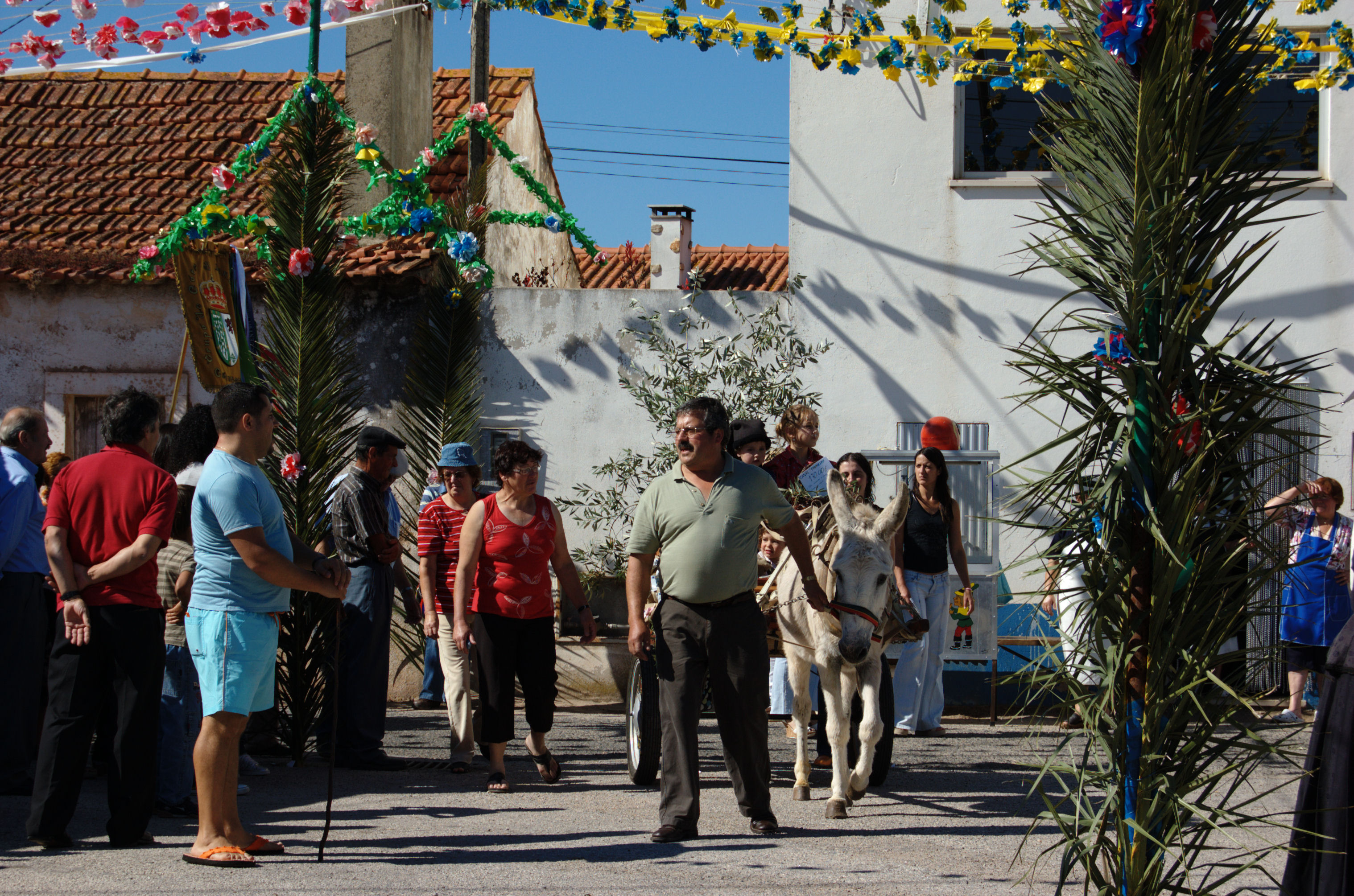
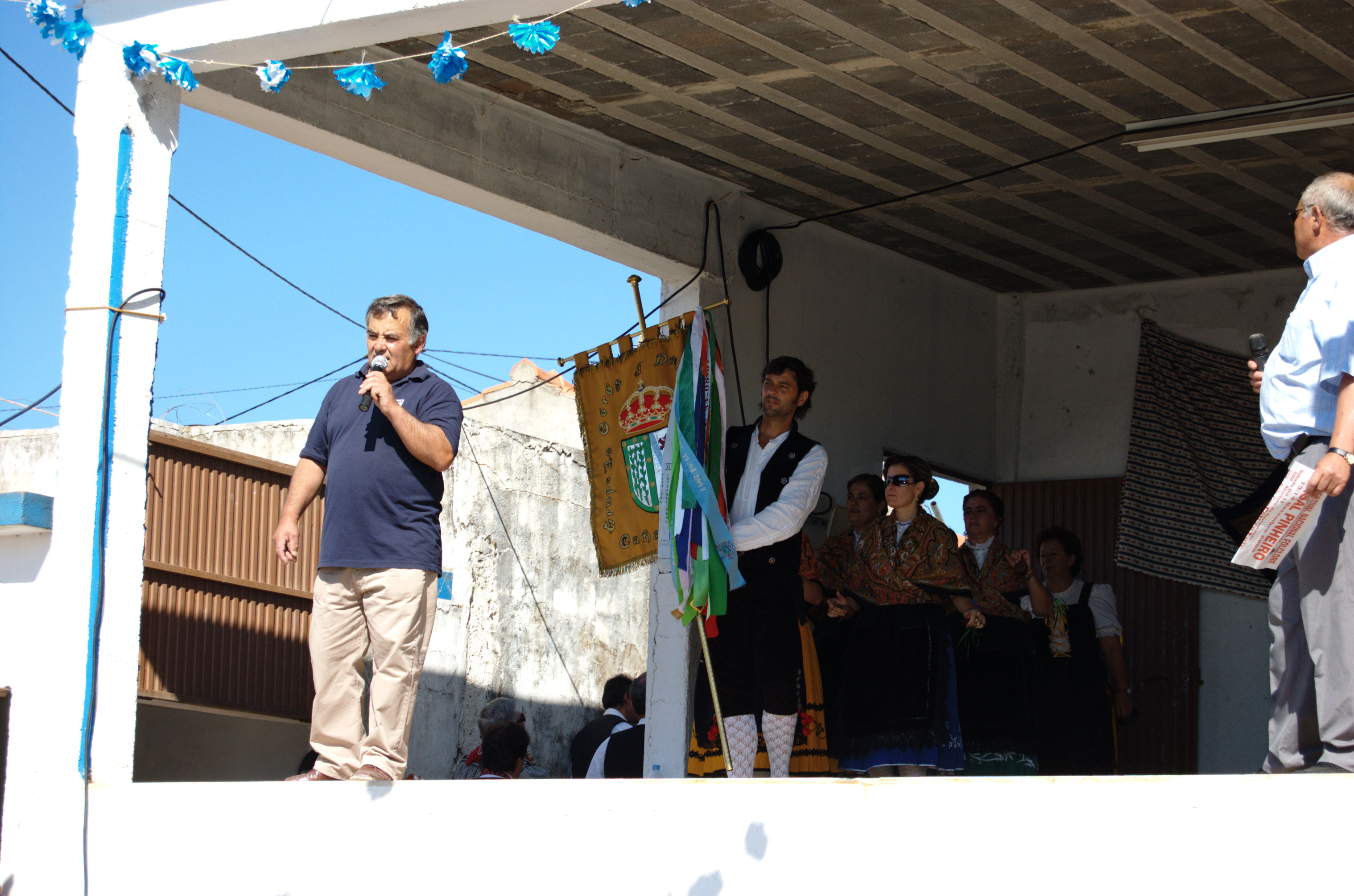
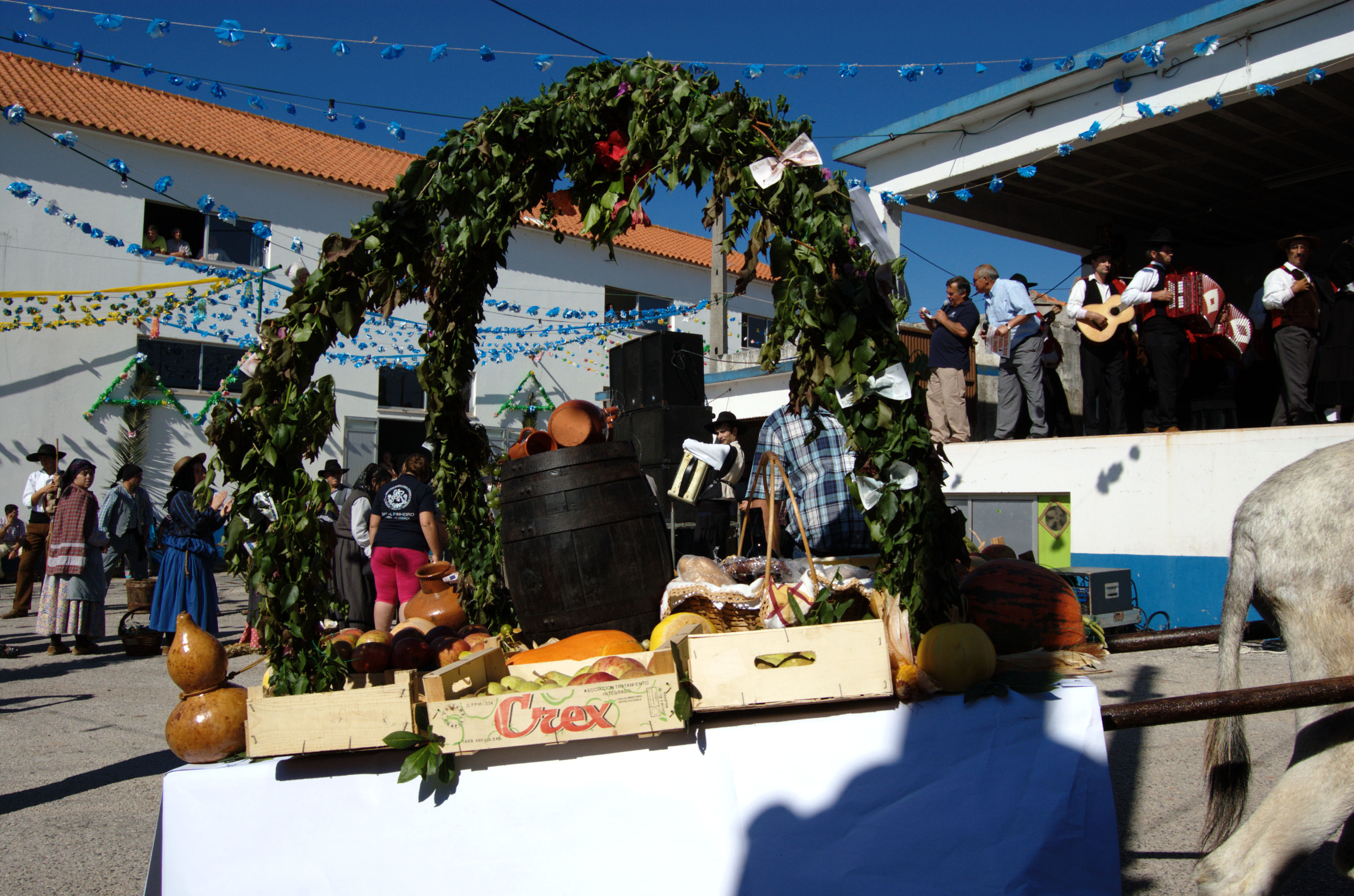
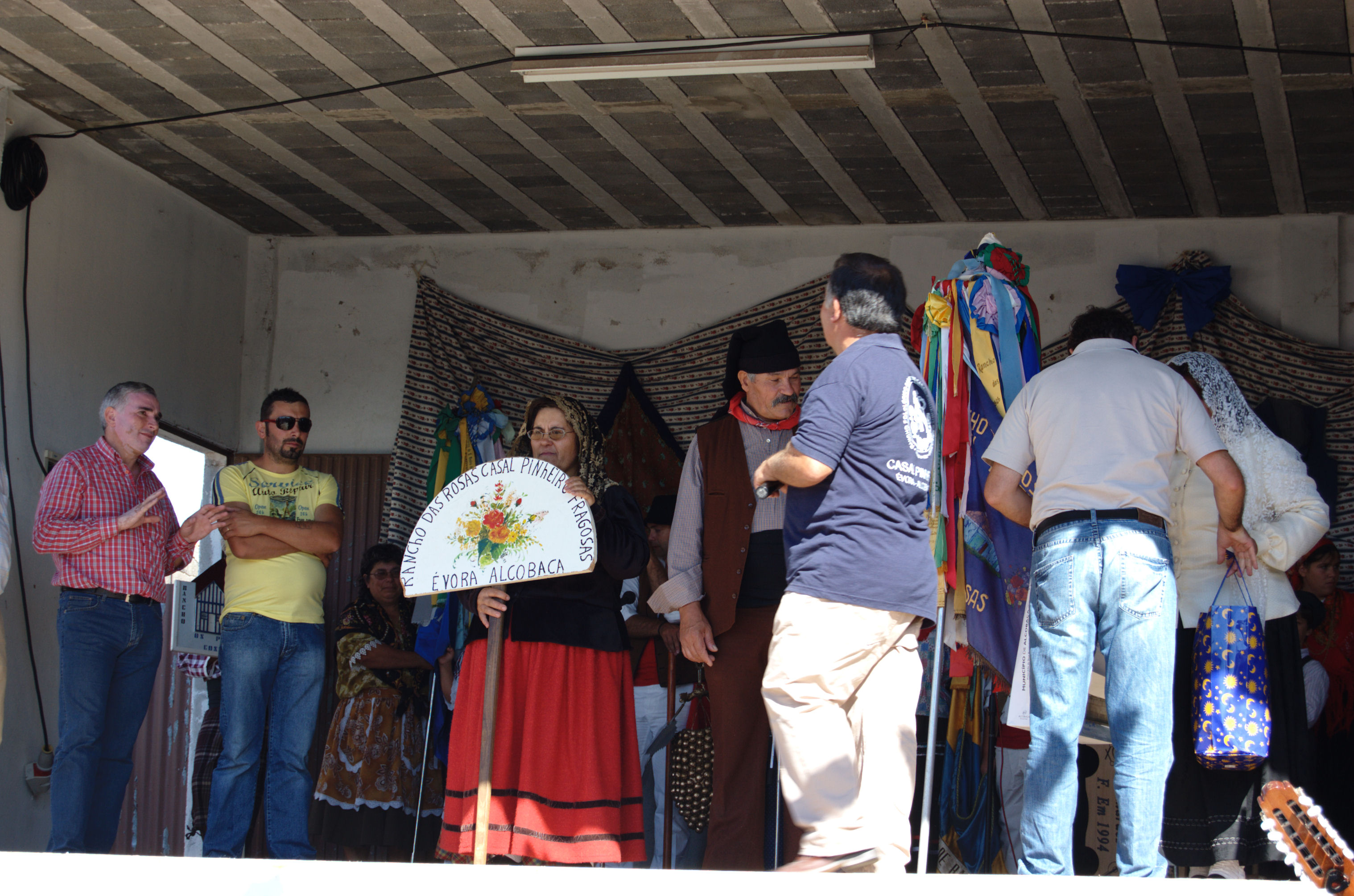
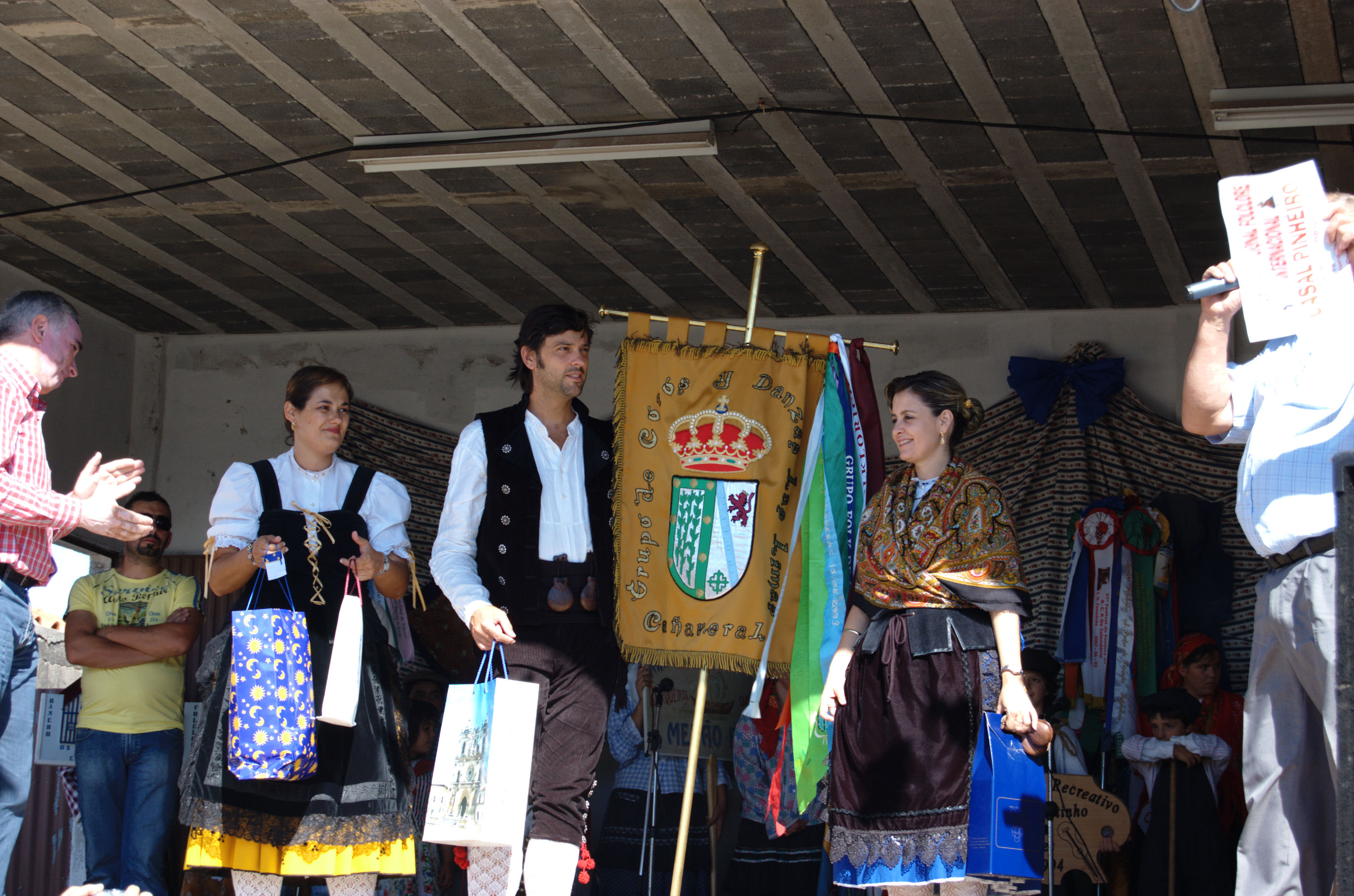
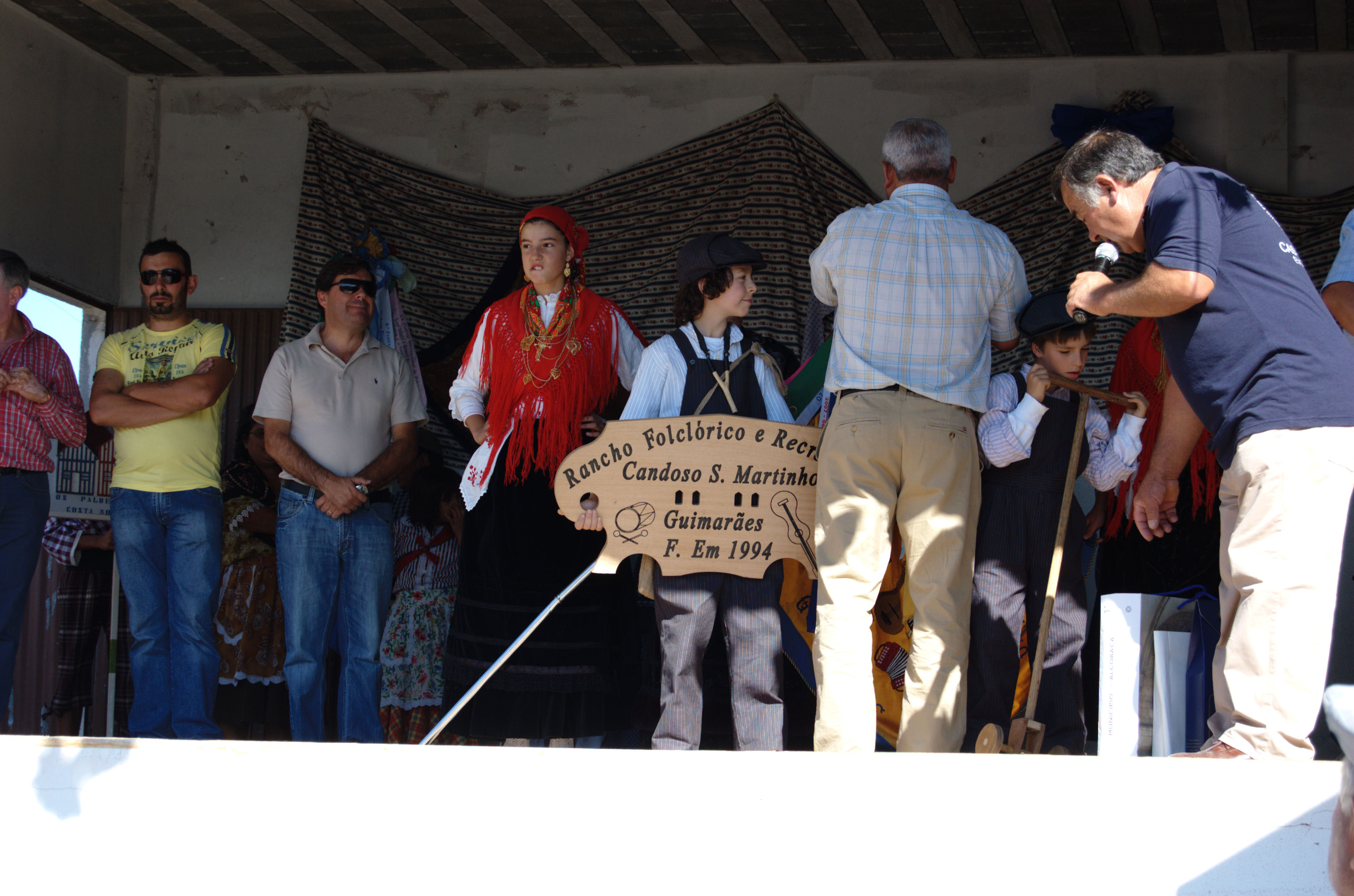
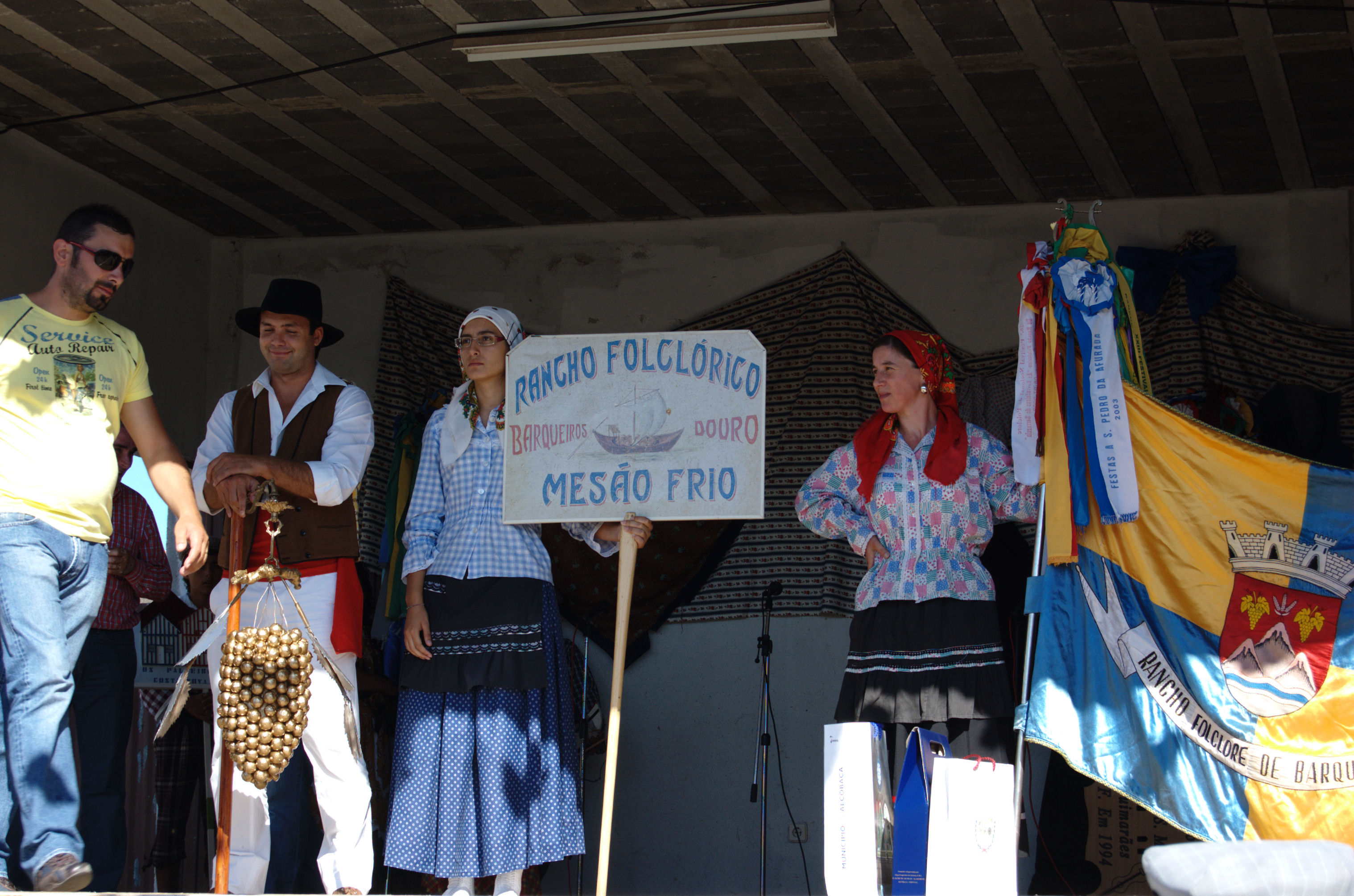
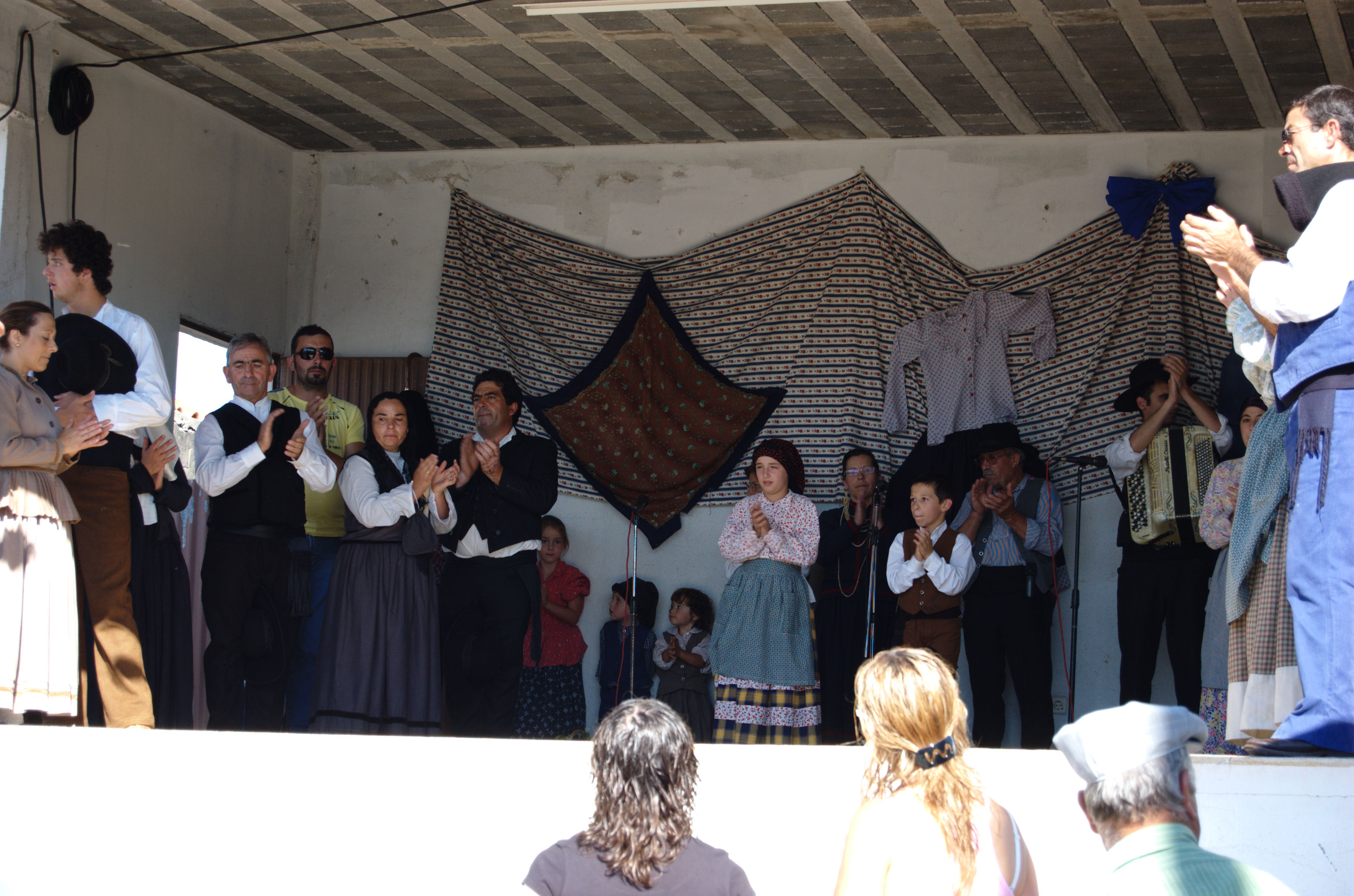
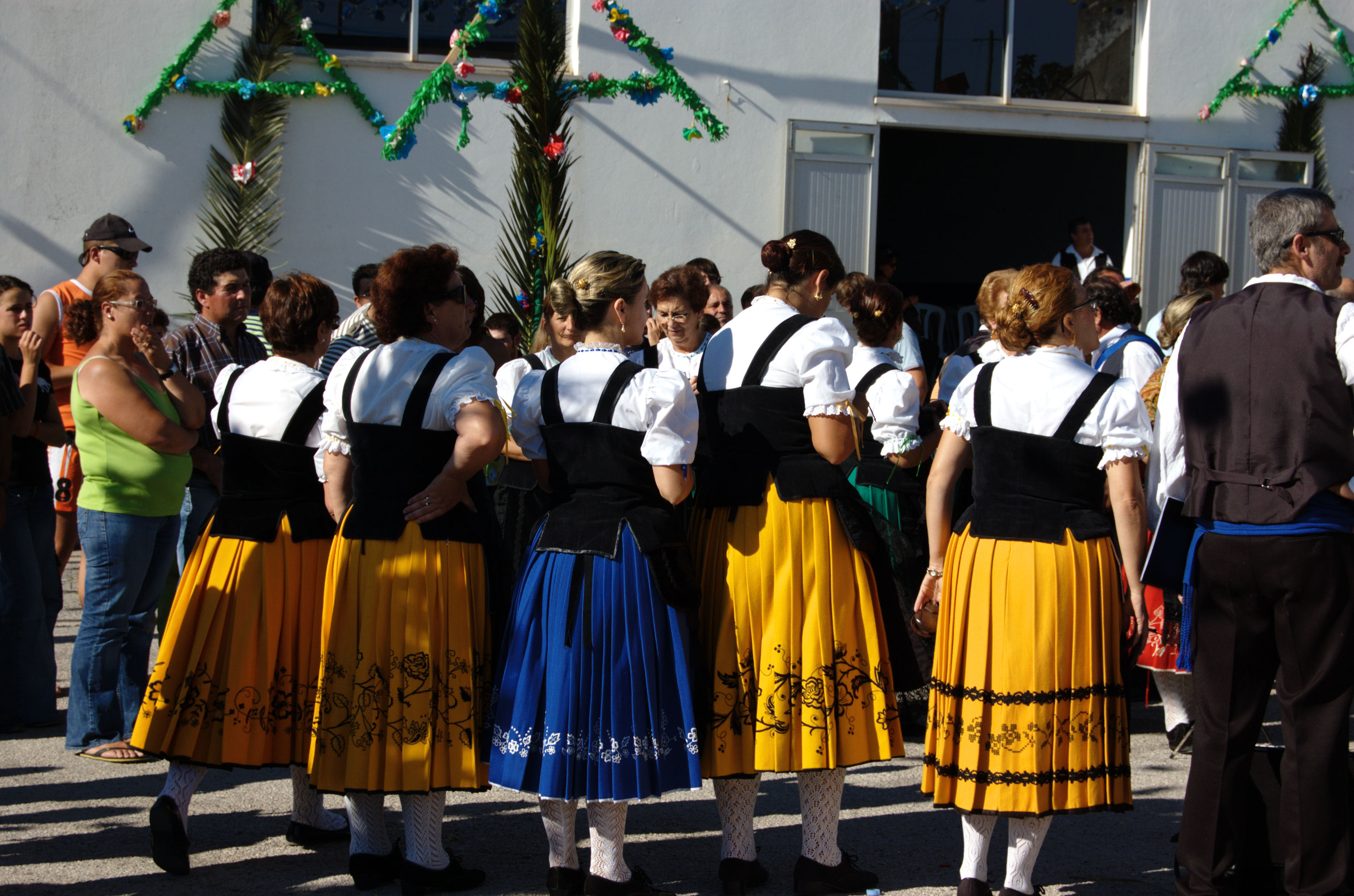